# Codex Suprasliensis
Codex Suprasliensis er et kyrillisk litterært monument fra det 10. århundrede, det største eksisterende Oldkirkeslaviske kanonmanuskript og det ældste slaviske litterære værk i Polen. Den 20. september 2007 blev den optaget på UNESCOs Memory of the World Programmes liste.
Kodeksen, der er skrevet i middelalderens Bulgarien i slutningen eller i midten af det 10. århundrede, indeholder en menaion for marts måned, med bl.a. påskens bevægelige cyklus. Den indeholder også omtale af  24 helgeners liv, 23 prædikener og en bøn, hvoraf de fleste er skrevet af eller er tilskrevet Johannes Chrysostomos. 284-folio (eller 285-folio, ifølge nogle kilder) store kodeks blev "opdaget" i 1823 af kanon Michał Bobrowski i Supraśl ortodokse kloster.
I 1838 sendte Bobrowski den sidste del af manuskriptet i to stykker til den slovenske filolog Bartholomäus Kopitar, så han kunne transskribere det. Efter at Kopitar returnerede den, sendte Bobrowski ham den første del (118 folioer), men uvist hvorfor, blev den aldrig returneret til Bobrowski, og blev i 1845 fundet  blandt den afdøde Kopitars dokumenter. Det blev senere opbevaret af Ljubljana Lyceum og nu af Sloveniens National- og Universitetsbibliotek i Ljubljana.
Den største del blev købt til Zamoyski-familiens private bibliotek i Warszawa. Denne del af kodeksen forsvandt under 2. verdenskrig, men dukkede senere op igen i USA og blev returneret af Herbert Moeller til Polen i 1968, hvor den har været på Polens Nationalbibliotek i Warszawa. Den tredje del, der består af 16 folioer, befinders sig  på det russiske nationalbibliotek i Sankt Petersborg.
Kodeksen blev udgivet af Franz Miklosich (Wien, 1851), Sergej Severjanov (Suprasalьskaja rukopisь, Sankt Petersborg, 1904) og Jordan Zaimov og Mario Capaldo (Sophia, 1982-1983). Alfons Margulies producerede et betydeligt bind om kodeks med titlen Der altkirchenslavische Codex Suprasliensis (Heidelberg, 1927).
Folio 260 af manuskriptet indeholder noten g(ospod)i pomilui retъka amin. Nogle eksperter mener, at retъka repræsenterer navnet på en skriver (deraf det lejlighedsvise navn Codex of Retko ), og at teksten er kopieret fra flere kilder.